# Juncus sphacelatus
Juncus sphacelatus är en tågväxtart som beskrevs av Joseph Decaisne. Juncus sphacelatus ingår i släktet tåg, och familjen tågväxter. Inga underarter finns listade i Catalogue of Life.